# Charles Madézo
Œuvres principales
La cale ronde, Glénan, Éloge de la godille
Charles Madézo né en 1939 à Douarnenez (Finistère) est un écrivain français.

## Biographie
Son œuvre (romans, poésie, nouvelles, récits, essais, livres d'artiste) est tout entière inspirée par la mer,.
Ingénieur des Travaux Publics, il a construit des ouvrages portuaires et des ponts sur le littoral atlantique, avant de prendre en charge ponts et souterrains au Moyen Orient. Ces expériences ont nourri essais et romans pour lesquels la voie lui été ouverte par Bernard Guillemot, éditeur des éditions Calligrammes. Son œuvre, en particulier La Passe des Sœurs, Rose Ressac et L'escalier sous la mer, témoigne d’une confusion volontaire entre la femme et la mer. 
Avec L'Exilée du Tout Va Bien (2024), il «délaisse son thème habituel de la mer pour un récit âpre sur sa mère. [...] L’émotion repousse, vivace, nourrie par les souvenirs de l’enfance à Douarnenez, par la honte collective qui pesait sur les jeunes femmes victimes et leur descendance. Chez Madézo non plus, ce n’était pas mieux autrefois, et cela reste dans les tripes, écrit au temps présent.»
Il a animé depuis 2004 un atelier d’écriture et un café Philo à Lorient.

## Publications

### Ouvrage
- Abordages, Éd. Saint-Germain-des-Prés, 1978.
- Douar en Enez ou Le Territoire de l'île, Calligrammes, 1982.
- La cale ronde, 1979, illustrations de René Quéré, Calligrammes, 1984, rééd. Coop Breizh, 2002, rééd. Stéphane Batigne éditeur, 2017.
- Lignes de fond, Calligrammes, 1989.
- La passe des sœurs, Coop Breizh, 2000.
- Glénan, Amers, 2002.
- De l'ouvrage portuaire, Amers, 2002.
- Des îles et des phares: entre ciel et mer (avec Michel Coz), Éd. Pêcheurs d'images, 2004.
- Au bout de la digue, Liv'éditions, 2006.
- Des poissons pour modèles, La Part commune, 2007.
- Chroniques du Moulin-Vert, Chemin faisant, 2008.
- Portuaires, La Part commune, 2008.
- Une boucle d'oreille pour Jacob, La Part commune, 2010.
- Bavure dans la béton, Éd. du Palémon, 2010.
- Éloge de la godille, Apogée, 2012.
- Rose Ressac, Stéphane Batigne éditeur, 2017.
- Traits de chalut, illustration de René Quéré , Éd. Vivre tout simplement, 2018.
- Éblouissements - Errances au pays de Plœmeur, Chemin faisant, 2020.
- L'escalier sous la mer, Stéphane Batigne éditeur, 2022.
- L'Exilée du Tout Va Bien, Stéphane Batigne éditeur, 2024.

### Livre d'artiste
Charles Madézo collabore avec différents artistes, dont Charles Kérivel, Michel Coz, Thierry Le Saëc, Julie Garcia et Jean-Claude Le Floc'h.

### Anthologie
- « Seins de sable », in Le grain de sable, Stéphane Batigne éditeur, 2013.
- « Au Savannah », in Longères, bombardes et ressacs, Stéphane Batigne éditeur, 2016.
- « La vantelle », in Au fil du canal, Stéphane Batigne éditeur, 2017.